# Tanzfabrik Berlin

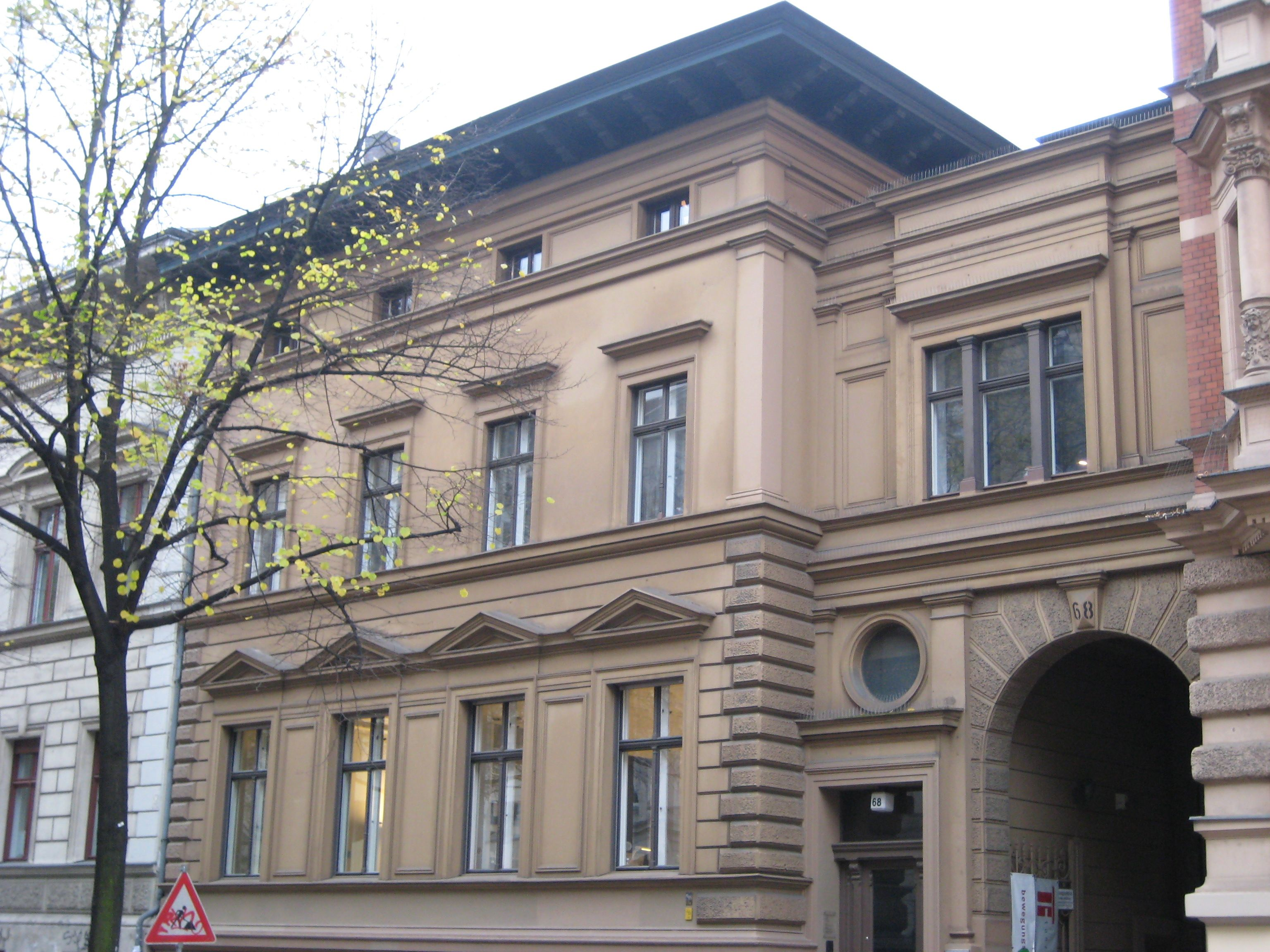
Villa des Ernst-Gettke-Hauses, Möckernstraße 68. In seiner Umgebung befindet sich der erste Standort der Tanzfabrik Berlin.

Die Tanzfabrik Berlin e. V. ist ein Zentrum für zeitgenössischen Tanz in Berlin-Kreuzberg.

## Geschichte
Gegründet wurde die Tanzfabrik Berlin 1978 in einer ehemaligen Lampenfabrik im westlichen Kreuzberg. Das dortige Ernst-Gettke-Ensemble mit Villa und Fabriketagen wurde von Künstlern und Studenten als Produktions-, Aufführungs- und Wohnort belegt. Ein langfristiger Mietvertrag mit dem Erbenverwalter des Ullstein-Erbes und die erstmalige Förderung einer „Freien Szene“ sicherte die Entwicklung des damals noch unbekannten Genres des zeitgenössischen Tanzes. Die Arbeit des Kollektivs der Tanzfabrik Berlin prägte dessen Entwicklung in West-Berlin und Westdeutschland mit Einflüssen aus den Post-Modern-Dance-Techniken aus den USA und der Contact Improvisation als Grundlage für tänzerische Forschung und neue Tanzstile. Die Arbeitsweise der Tanzfabrik Berlin änderte sich Mitte der 1990er Jahre von der kollektiven Produktion zu einer Struktur mit künstlerischer Leitung. Die Tanzfabrik steht modellhaft für eine künstlerische Produktionspraxis, die sich, begleitet durch eine internationale Netzwerkbildung, der Entwicklung neuer Formen und dem Aufbau einer generationsübergreifenden tänzerischen Aus- und Weiterbildung verschrieben hat.
Vier Studios mit Studiobühne in Kreuzberg beherbergen die künstlerische und pädagogische Praxis. Die Studios werden für Proben, Produktion und Forschung sowie für Kurse und Workshops genutzt. Hier sind auch Weiterbildungsprojekte für Choreografen, Tänzer, Performer und Amateure angesiedelt. Die Studiobühne bietet den Rahmen für die Sichtbarmachung künstlerischer Prozesse.
Seit 2010 hat die Tanzfabrik Berlin einen zweiten Standort in den Uferstudios in Berlin-Gesundbrunnen, für dessen Träger, die „Uferstudios GmbH“, sie auch die Gesellschafterrolle übernimmt. Ein Studio wird für das Kursprogramm der Schule genutzt, zwei weitere Studios stehen ganztägig und über längere Zeiträume für Produktionen zur Verfügung. Die Größe und technische Ausstattung der Studiobühne ermöglichen auch aufwendige Produktionen. Hier finden jährliche Programmreihen sowie die seit 2000 von der Tanzfabrik Berlin veranstaltete Biennale Tanznacht Berlin mit wechselnden Kuratoren statt.
Die Tanzfabrik Berlin ist seit 2005 Partner des europäischen Netzwerks Advancing Performing Arts Project.
Die Tanzfabrik arbeitet unter anderem mit dem Theater Hebbel am Ufer, der Freien Universität Berlin und den Sophiensaelen zusammen. Sie beteiligt sich regelmäßig an der Langen Nacht der Opern und Theater.
Die künstlerischen Projekte der Tanzfabrik Berlin werden vom Berliner Senat gefördert.